# 404
Римська імперія розділена на дві частини. У Східній Римській імперії править Аркадій. У Західній — Гонорій при фактичній владі регента Стіліхона. У Китаї правління династії Цзінь. В Індії правління імперії Гуптів. У Японії триває період Ямато. У Персії править династія Сасанідів.
На території лісостепової України Черняхівська культура. У Північному Причорномор'ї готи й сармати. Історики VI століття згадують плем'я антів, що мешкало на території сучасної України приблизно з IV сторіччя. З'явилися гуни, підкорили остготів та аланів й приєднали їх до себе.

## Події
- 1 січня відбувся останній відомий в історії гладіаторський бій. Християнський чернець Телемах намагався перешкодити йому, і натовп забив його камінням.
- Імператриця Східної Римської імперії Елія Євдоксія добилася вигнання Івана Золотоустого з Константинополя за критику її пишного життя.
- Євдоксія померла при сьомих пологах.

## Померли
- Клавдіан, поет.